# Philippe Dormoy
Pour les articles homonymes, voir Dormoy.
Philippe Dormoy, né le 1er septembre 1953 à Lyon, est un acteur français.

## Biographie
Philippe Dormoy débute dans le théâtre amateur en 1976 et devient comédien professionnel en 1978. Il tourne pour le cinéma et la télévision à partir de 1982 tout en poursuivant sa carrière théâtrale comme acteur et metteur en scène.

## Filmographie

### Cinéma
- 1982 : Paradis pour tous d'Alain Jessua
- 1984 : Frankenstein 90 d'Alain Jessua
- 1984 : L'Arbalète de Sergio Gobbi
- 1985 : Le téléphone sonne toujours deux fois !! de Jean-Pierre Vergne
- 1986 : Bleu comme l'enfer d'Yves Boisset : Le rouquin
- 1986 : Rue du départ de Tony Gatlif : Le premier flic
- 1987 : Les keufs de Josiane Balasko: Le patron de l'hôtel
- 1987 : Si le soleil ne revenait pas de Claude Goretta
- 1987 : Tandem de Patrice Leconte : Reporter Hôtel du Commerce
- 1987 : De guerre lasse de Robert Enrico : Un résistant (interrogatoire)
- 1988 : Mon ami le traître de José Giovanni : Le Bosco / The hunckback Nomination au César 1989
- 1989 : Le Voisin de Paul : Marco
- 1989 : Monsieur Hire de Patrice Leconte
- 1991 : Cattiva : Giardiniere
- 1991 : Rue Saint-Sulpice de Ben Lewin (The Favour, the Watch and the Very Big Fish) : Cinema Ticket Boy
- 1991 : Août de Henri Herré : François Marc
- 1992 : La Vie de bohème de Aki Kaurismäki: Policier
- 1994 : Les Faussaires de Frédéric Blum: Le Goff
- 1995 : Haut bas fragile de Jacques Rivette: Le complice de Ninon
- 1996 : Les Sables mouvants de Paul Carpita
- 1996 : Méfie-toi de l'eau qui dort de Jacques Deschamps
- 1997 : La Nuit du destin d'Abdelkrim Bahloul : Inspecteur Morier
- 1998 : La Vie sauve d'Alain Raoust
- 1999 : À mort la mort de Romain Goupil : Simoni
- 2000 : La Fidélité de Andrzej Zulawski : Prof de Némo
- 2003 : Fanfan la Tulipe de Gérard Krawczyk : Fier-à-bras. Festival de Cannes 2003
- 2003 : Sans nom du père de Flavia Coste : Jean-Marc Molard  Prix d'interprétation Festival de Grenoble 2003
- 2004 : Ordo de Laurence Ferreira Barbosa : Le photographe
- 2004 : Nouvelle-France de Jean Beaudin : Voltaire
- 2007 : Mélodie de la dernière pluie de Xavier de Choudens le Père
- 2018 : Un beau voyou  de Lucas Bernard
- 2019 : Une intime conviction de Antoine Raimbault : L'avocat général

### Télévision
- 1985 : Rhapsodie en jaune de Gérard Marx
- 1985 : Shangaï Skipper de  Michel Andrieu : Pierrot
- 1991 : Une corde, un fusil et ...du vin  (Mésaventures) de Clément Julien alias Frédéric de Pasquale, réalisé par Emmanuel Fonlladosa
- 1991 : Le Peloton d'exécution de  Michel Andrieu:  Sgt. Konzuk
- 1991 : Fatale obsession : Georges
- 1991 : Le Gang des tractions de François Rossini : Le Nuss Buisson
- 1992 : Pleure pas ma belle (Weep No More, My Lady) de  Michel Andrieu : Inspector Lebreche
- 1992 : L'Arbre de la discorde  de François Rossini : Jean-Pierre
- 1992 : Maigret et la nuit du carrefour : Inspecteur Colin
- 1998 : L'Instit, épisode 4x08, Le chemin des étoiles de Claudio Tonetti : Jean-Luc
- 1998 : Dossier disparus (série TV) : Roland Delage
- 1998 : H  Saison 1: L'anniversaire de Edouard Molinaro : Le malade en attente d'opération
- 2001 : Cavalcade : Marcel
- 2002 : Jean Moulin de Yves Boisset : Thomas
- 2002 : Le Jeune Casanova de Giacomo Battiato (Il Giovane Casanova)
- 2002 : Maigret et le fou de Sainte Clotilde : Commissaire Leduc
- 2003 : L'Affaire Dominici de Pierre Boutron: Maillet
- 2004 : Je serai toujours près de toi : Le commissaire Cœur
- 2006 : Toine de Jacques Santamaria : Prosper
- 2007 : Les vacances de Clémence de Michel Andrieu : Contremaître SNCF
- 2008 : Le commissariat de Michel Andrieu : François Barbot
- 2008 : Esclaves des mers de Joel Farges : Tuk Tuk
- 2010 : Quartier Latin de Michel Andrieu
- 2013 : Bleu Conrad de François Rossini : Joseph Conrad

## Théâtre
- 2018-19 : Face à Face de Ingmar Bergman, mise en scène Léonard Matton. Théâtre de l'Atelier
- 2017 : Orchestre Titanic  de Hristo Boytchev , mise en scène Philippe Lanton Théâtre de l'Aquarium
- 2015-2016 : La trilogie du revoir de Botho Strauss, mise en scène de Benjamin Porée  Gymnase Aubanel Festival d'Avignon
- 2014 : Duel d'ombres d'Alain Foix, Festival d'Avignon
- 2013 - 2014 : Lear, conte à rebours de Philippe Dormoy d'après Shakespeare,
- 2013 : Camino de Bernard Reymond mise en scène Ariane Moret.
- 2012 : Nathan le sage de Gotthold Ephraïm Lessing. Mise en scène Bernard Bloch.
- 2010 - 2011 : Le chercheur de traces d'Imre Kertesz. Adaptation et mise en scène Bernard Bloch.
- 2008 - 2009 : Le ciel est vide   d'Alain Foix, mise en scène par Bernard Bloch.
- 2007 : Ajour de Valère Novarina, mise en scène Christine Dormoy. Festival d'Avignon
- 2006 : Aziou Liquid de Koffi Kwahulé, François Podromidès et Olivier Brunhes, mise en scène Olivier Brunhes.
- 2006 : La nuit du rat : Opéra Rock de Boris Bergman, mise en scène de Richard Leduc, musique de Paul Yves. Théâtre Déjazet
- 2005 : Devant la parole de Valère Novarina, mise en scène Christine Dormoy.
- 2004 : Lehaïm à la vie d’après Herlinde Koelbl – Adaptation et mise en scène Bernard Bloch - Théâtre du Soleil.
- 2004 : La mort d’Empédocle de Hölderlin - Mise en scène Philippe Lanton. Maison de la poésie.
- 2003 : Bobylband : Textes et chansons de Boby Lapointe – récital cabaret – La Maroquinerie.
- 2001 : Terres promises de Roland Fichet, mise en scène Philippe Lanton, Théâtre Gérard-Philipe
- 2000 : Terres promises de Roland Fichet, mise en scène Philippe Lanton, Festival d'Avignon
- 2000 : La trilogie du revoir de Botho Strauss - Mise en scène : Patrick Haggiag. Théâtre de Gennevilliers.
- 1997 : Le malentendu d’Albert Camus - Mise en scène José Giovanni - Théâtre de Carouge (Suisse).
- 1996 : Le Chant des Chants (texte biblique)- Mise en scène : Patrick Haggiag - Théâtre de l’Odéon.
- 1995 : Lux in tenebris de Bertholt Brecht- Mise en scène Philippe Lanton.
- 1994 : Thyeste, les Troyennes de Sénèque - Mise en scène Farid Paya.
- 1993 : Yout de Jean-Daniel Magnin - Mise en scène Norma Guévara.
- 1992 : Le roman de la grosse de Manuela Morgaine et Jean-Daniel Magnin.
- 1991 : Dieu grammairien de Manuela Morgaine, mise en scène Manuela Morgaine, Théâtre de la Bastille
- 1989 : La vie est un songe de Calderon- Mise en scène Antonio Arena.
- 1987 : Leurre H de Guedalia Tazartes - Mise en scène Abbes Zahmani. Théâtre de Chaillot.